# Yep Roc Records
La Yep Roc Records è un'etichetta discografica indipendente statunitense con sede a Hillsborough, nella Carolina del Nord, e di proprietà di Redeye Distribution. Dal 1997 l'etichetta ha pubblicato album sia di artisti originari della Carolina del Nord che di artisti internazionali, tra cui Nick Lowe, Paul Weller, Mandolin Orange, Steep Canyon Rangers, Jim Lauderdale, Dave Alvin, Tift Merritt, Chuck Prophet, Robyn Hitchcock, Alejandro Escovedo, Aoife O' Donovan, Chatham County Line, Los Straitjackets, Amy Helm, Gang of Four, The Apples in Stereo e Ian McLagan.

## Storia
Tor Hansen fondò l'etichetta nel 1997, due anni dopo essersi trasferito nella Carolina del nord per collaborare alla gestione di una catena di negozi di dischi con punti vendita sparsi per gli Stati Uniti meridionali.
Reclutò per questa nuova impresa il suo amico ed ex compagno di band Glenn Dicker, con il quale aveva lavorato alla Rounder Records. Insieme presero la decisione di cimentarsi anche nella distribuzione, con la Redeye Distribution.
Le prime uscite della nuova etichetta furono compilation locali, seguite negli anni successivi da dischi di Bob Mould degli Hüsker Dü, Marah, Dolorean, The Legendary Shack Shakers, Cities, Dave Alvin e Los Straitjackets.
Da lì in poi fu un'escalation: il successo riscosso dai Los Straitjackets e la tentazione di lavorare con Dicker, convinsero Nick Lowe a firmare per la Yep Roc.
A quel punto, la presenza di Nick Lowe indusse Scott McCaughey (che aveva giù suonato con The Minus 5, R.E.M., The Young Fresh Fellows, The Baseball Project, The No Ones) a unirsi a sua volta all'etichetta, con cui rimase per quasi un decennio.
Nel 2016, Dicker venne incluso nel consiglio di amministrazione dell'American Association of Independent Music.

## Filosofia
Yep Roc si autodefinisce con lo slogan "L'etichetta diretta dall'artista e che rifiuta di essere etichettata". Glenn Dicker ha detto: "È un po' impegnativo perché magari prima produciamo un cantautore, poi un bluesman, poi un tipo che fa garage rock, o qualche cosa di indie. Siamo po' dappertutto. Ci sono sfide divertenti, ma il marketing di questo marchio è difficoltoso".

## Artisti rappresentati dalla Yep Roc Records
- Alejandro Escovedo
- American Princes
- Amy Farris
- Amy Helm
- Aoife O'Donovan
- BeauSoleil
- Bell X1
- Big Ass Truck
- Big Sandy &amp; His Fly-Rite Boys
- Billy Bragg
- Blitzen Trapper
- Bob Mould
- Born Ruffians
- Caitlin Cary
- Chatham County Line
- Cheyenne Mize
- Chris Stamey
- Chuck Prophet
- Cities
- DADDY LONG LEGS
- Darren Hanlon
- Dave Alvin
- Dolorean
- Doyle Bramhall
- Dressy Bessy
- Drink Up Buttercup
- Eleni Mandell
- Eli "Paperboy" Reed
- Fountains of Wayne
- Fujiya & Miyagi
- Gang of Four
- Golden Suits
- Grant-Lee Phillips
- Greg Brown
- Heavy Trash
- Heloise and the Savoir Faire
- Ian Hunter
- Ian McLagan[6]
- Ian Moore
- Jack Klatt
- Jeremy & the Harlequins
- Jim Lauderdale
- Jim White
- John Doe
- Jonah Tolchin
- Josh Ritter
- Josh Rouse
- Jukebox the Ghost
- Ken Stringfellow
- Kim Richey
- Kissaway Trail
- Kristin Hersh
- Laika & the Cosmonauts
- Liam Finn
- Look Park
- Los Straitjackets
- Madness
- Mandolin Orange
- Marah
- Mercury Rev
- Michaela Anne
- Nick Lowe
- Paul Weller
- Peggy Sue
- Peter Case
- Radio Birdman
- Reckless Kelly
- Robbie Fulks
- Robert Skoro
- Robyn Hitchcock
- Rock Plaza Central
- Rodney Crowell
- Ron Sexsmith
- Shadowy Men on a Shadowy Planet
- Simple Kid
- Sloan
- Southern Culture on the Skids
- Spencer Dickinson
- Steep Canyon Rangers
- Steve Wynn and the Miracle 3
- Thad Cockrell
- Th' Legendary Shack Shakers
- The Apples in Stereo
- The Autumn Defense
- The Baseball Project
- The Bigger Lovers
- The Butchies
- The Cake Sale
- The Comas
- The Felice Brothers
- The Fleshtones
- The Flesh Eaters
- The Go-Betweens
- The Gourds
- The Iguanas
- The Kingsbury Manx
- The Mayflies
- The Minus 5
- The Moaners
- The No Ones
- The Old Ceremony
- The Relatives
- The Reverend Horton Heat
- The Rubinoos
- The Sadies
- The Soft Boys
- The Soundtrack of Our Lives
- The Standard
- The Stray Birds
- The Third Mind
- Tift Merritt
- Trailer Bride
- Tres Chicas
- Tony Joe White
- Wesley Stace
- You Am I
- Young Fresh Fellows

## Proprietari
Tor Hansen e Glen Dicker attualmente sono gli unici due proprietari della Yep Roc Records. Glenn Dicker è anche nel consiglio di amministrazione della Music Business Association. Nell'agosto 2013, Hansen prese parola in qualità di rappresentante dell'associazione davanti al Comitato giudiziario del Congresso degli Stati Uniti sul tema dei diritti d'autore.